# Regne d'Essex
Essex fou un regne establert pels saxons orientals a l'est de l'antiga Britànnia durant el segle vi. El seu nom és una forma abreujada de la manera com eren anomenats East Saxia (la terra dels saxons de l'est) pels altres membres de l'heptarquia anglosaxona. Aquest territori era cobejat també pels seus veïns de Mèrcia, i pels de Wessex, per la qual cosa els seus reis en van ser sovint subsidiaris. El darrer rei d'Essex, Sigered, va cedir el reialme a Egbert de Wessex el 825.

## Extensió
El reialme estava delimitat al nord pel riu Stour i pel regne de l'Ànglia de l'Est; al sud la frontera la marcava el riu Tàmesi, que el separava del Regne de Kent; al sud-est estava Wessex; a l'oest el regne de Mèrcia i a l'est la mar del Nord. El territori incloïa les restes de les dues principals ciutats dels romans: Colchester i Londres. Els territoris primigenis incloïen una regió que s'anomenava Middlesex (terres dels saxons del mig), i en alguns moments de la seva història va incloure la regió de Surrey. Durant un breu període en el segle viii, el regne d'Essex va controlar territori de l'actual Kent. També en el segle VIII Essex va perdre les terres a l'altra banda del riu Lea, que van passar a formar part de Mèrcia.
En el registre cadastral anomenat Tribal Hidage consta que Essex contenia 7.000 hides (1 hide=49 hectàrees).

## Història
La història d'Essex no està gaire documentada. Els seus governants no van redactar gaires cartes de donacions que aportin informació sobre els seus reialmes i en la Crònica anglosaxona només s'esmenta en relació al bisbe Melitó. Durant la major part de l'existència d'aquest reialme, va estar sotmès a reis d'altres països: Kent, Ànglia o Mèrcia.

### Orígens
La colonització saxona que fa formar aquest regne va començar al segle V començant per l'ocupació de Mucking i altres indrets que estaven habitats per la tribu celta dels trinovants. La majoria d'aquests colons procedien de l'antiga Saxònia Segons la llegenda narrada a la Historia Brittonum, el territori que més endavant seria conegut amb el nom d'Essex va ser cedit pels britans als saxons mitjançant un ardit (l'anomenat episodi dels ganivets llargs) que va passar vers el 460 durant el regnat de Vortigern.
El regne d'Essex va créixer amb l'absorció de diversos petits subregnes o grups tribals. Aquest eren els següents:
- Els rodings («la gent de Hrōþa»)[7]
- Els haemele (probablement l'actual Hemel Hempstead)[8]
- Vange («districte dels maresmes», que probablement era una franja de terra a Mardyke)
- Denge
- Ginges[9]
- Els berecingas (al sud-oest del regne, l'actual Barking)[10][11]
- Els haeferingas (l'actual districte londinenc de Havering)[10]
- Els uppingas (l'actual Epping)[10]

### La monarquia d'Essex
Essex es va constituir en regne al segle vi. Les dates, noms i esdeveniments relacionats amb els seus monarques són conjectures. La historiadora Yorke ha fet un treball d'investigació per aconseguir fer una llista raonada dels seus reis. La dinastia governant deia ser descendents del déu Woden per via d'un tal Seaxnēat. A Wessex es va fer una genealogia d'aquests reis durant el segle ix, però la còpia que ha sobreviscut està molt malmesa. Al llarg de la història d'Essex sembla que alguns reis van compartir el govern amb altres reis regionals, els quals acceptaven la seva autoritat. Segons l'esmentada llista de Wessex, va ser Æscwine, qui el 527 va iniciar la monarquia, però hi ha problemes per acceptar això com a vàlid, ja que en altres fonts documentals s'esmenta Sledda com a fundador del reialme.
Els reis d'Essex van fer encunyar moneda que era una imitació de la feta per Cunobelí. El fet d'encunyar moneda pròpia desafiava els governants de Mèrcia que insistien en considerar Essex com una província seva.
La tomba de Sæbbi d'Essex (r. 664-683) es podia visitar a la catedral de Londres, fins que un incendi el 1666 la va destruir.

## Religió
La primera religió practicada pels colons saxons estava relacionada amb la mitologia germànica. Segons Beda, Melitó va arribar per cristianitzar el país i va establir la seu a Londres l'any 604. Etelbert de Kent va col·laborar convencent el rei Saebert d'Essex a convertir-se. Va ser Etelbert qui va fer donació d'unes terres per construir la catedral de Sant Pau de Londres. A la mort de Saebert, el 616, Melitó va ser expulsat i el reialme va tornar al paganisme. Això podria tenir més a veure amb una recció contra la influència de Kent sobre els afers d'Essex, que no pas a un moviment anticristià.
El reialme va tornar a ser cristià amb l'arribada al tron de Sigeberht el Bo,que va acceptar l'arribada d'un missioner anomenat Cedd,el qual va establir monestirs a Tilaburg (podria ser East Tilbury o West Tilbury) i a Ithancester (gairebé amb certesa Bradwell-on-Sea). El 2003 es va descobrir una tomba d'aspecte reial a Prittlewell amb objectes que indiquen que el seu ocupant era cristià. Si el difunt era un rei, es podria tractar de Saebert o Sigebert d'Essex (mort el 653), però també cap la possibilitat que es tracti d'un home ric d'identitat desconeguda.
Essex va tornar al paganisme el 660 amb l'arribada al poder de Swithhelm. Es va convertir al cristianisme el 662, però va morir el 664 i el van succeir els seus fills Sighere i Sæbbi. Una epidèmia que va fer estralls aquell any va fer que mots tornessin al paganisme per tercera vegada. Wulfhere de Mèrcia va acabar amb aquesta rebel·lió contra la religió cristiana i li va servir d'excusa per establir-se com a senyor d'Essex. Wulfhere va enviar Jaruman, el bisbe de Lichfield, a reconvertir la gent d'Essex.
Wine (el 666) i Erkenwald (el 675) van ser nomenats bisbes de Londres amb autoritat espiritual sobre Essex i, encara que més tard Londres (i la resta de Middlesex) van passar a ser territori de Mèrcia al segle viii, els bisbes de Londres van continuar tenint autoritat sobre el mateix territori fins al 1845.

## De regne anglosaxó a comtat d'Anglaterra
Van haver forts lligams amb el regne de Kent, com el matrimoni entre el rei Sledda amb Ricula, germana del rei Etelbert de Kent. Durant un breu període del segle VIII el regne va abastar una part del sud de Kent. En aquesta època, els reis d'Essex van encunyar moneda pròpia (sceatta), potser fer patent la seva autonomia. Això no obstant, a mitjan segle VIII gran part del reialme, inclosa la ciutat de Londres, va caure sota el control de Mèrcia. Després de la derrota del rei de Mèrcia Beornwulf vers el 825, Sigered, el darrer rei d'Essex, va cedir el govern al rei de Wessex Egbert.
Els mercis van continuar controlant parts d'Essex i potser van donar suport a un pretendent al tron, ja que en una carta de donacions consta la signatura com a testimoni d'un Sigeric rex Orientalem Saxonum l'any 825. Durant el segle ix, Essex va ser part del subregne del sud juntament amb els territoris de Sussex, Surrey i Kent. En algun moment entre el 878 i el 886, aquest territori va ser formalment cedit per Wessex al regne danès de l'Ànglia de l'Est, mitjançant el tractat entre Alfred i Guthrum. Després que Eduard el Vell fes fora els danesos, va nomenar un representant del govern que portaria el títol de comte d'Essex (earl of Essex) i va passar a ser el comtat d'Essex.

## Llista de reis (dates aproximades)
- Escwine 527-587
- Sledda 587-604
- Saebert 604-616
- Saeward 616-623 (junt amb Sexbald)
- Sexred 616-623 (junt amb Sexred)
- Sigebert I el Petit 623-653
- Sigebert II el Bo 653-660
- Swithhelm 660-665
- Sighere 665-683 (junt amb Sebbi)
- Sæbbi 665-695 (junt amb Sighere fins al 683)
- Swaefred 695-715 (junt amb Sigeheard)
- Sigeheard 695-715 (junt amb Swaefred)
- Offa 709 (associat)
- Swaefbert 715-738
- Saelred 738-746
- Swithred 746-758
- Sigeric 758-798
- Sigered 798-812
- A Mèrcia després del 812
- Sigered (com a duc d'Essex) 812-825
- A Wessex
- Sigeric II vers 825-833 (duc)
- annexió vers 833

## Comtes d'Essex (earl)
- Geoffrey de Mandeville, 1r Earl d'Essex 1139-1144
- Geoffrey de Mandeville, 2n Earl d'Essex 1144-1166
- William de Mandeville, 3r Earl d'Essex 1166-1189
- De la corona 1189-1199
- Geoffrey Fitzpeter, 1199-1213
- Geoffrey FitzGeoffrey de Mandeville, 1213-1216
- William FitzGeoffrey de Mandeville, 1216-1227
- De la corona 1227-1239
- Humphrey de Bohun, 1239-1275
- Humphrey de Bohun, 1275-1297
- Humphrey de Bohun, 1297-1322
- John de Bohun, 1322-1336
- Humphrey de Bohun, 1336-1361
- Humphrey de Bohun, 1361-1373
- De la corona 1373-1376
- Thomas de Woodstock, 1376-1397
- De la corona 1397 a 1461
- Henry Bourchier, 1461-1483
- Henry Bourchier, 1483-1540
- De la corona 1540
- Thomas Cromwell, 1540
- De la corona 1540-1543
- William Parr, primer marquès de Northampton 1543-1553
- De la corona 1554-1559
- William Parr, primer marquès de Northampton 1559-1571 (segona vegada)
- De la corona 1571-1572
- Walter Devereux, 1572-1576
- Robert Devereux, 1576-1601
- Robert Devereux, 1601-1646
- Títol de la corona 1646-1661
- Arthur Capell, 1r baró Capell 1646-1649
- Arthur Capell, 2n baró Capell 1649-1683 (des de 1661 earl d'Essex)
- Algernon Capell, 1683-1710
- William Capell, 1710-1743
- William Anne Capell, 1743-1799
- George Capell-Coningsby, 1799-1839
- Arthur Algernon Capell, 1839-1892
- George Devereux de Vere Capell, 1857-1916
- Algernon George de Vere Capell, 1916-1966
- Reginald George de Vere Capell, 1966-1981
- Títol expectant 1981-1989
- Robert Edward de Vere Capell, 1989-2005
- Frederick Paul de Vere Capell, des del 2005